# Steffi Kriegerstein
Steffi Kriegerstein (Dresde, 3 de noviembre de 1992) es una deportista alemana que compite en piragüismo en la modalidad de aguas tranquilas.
Participó en los Juegos Olímpicos de Río de Janeiro 2016, obteniendo una medalla de plata en la prueba de K4 500 m. Ganó 4 medallas en el Campeonato Mundial de Piragüismo, en los años 2015 y 2018, y 4 medallas en el Campeonato Europeo de Piragüismo, en los años 2014 y 2018.

## Palmarés internacional
| Juegos Olímpicos   | Juegos Olímpicos            | Juegos Olímpicos  | Juegos Olímpicos |
| Año                | Lugar                       | Medalla           | Competición      |
| ------------------ | --------------------------- | ----------------- | ---------------- |
| 2016               | Río de Janeiro (Brasil)     | Medalla de plata  | K4 500 m         |
| Campeonato Mundial |                             |                   |                  |
| Año                | Lugar                       | Medalla           | Competición      |
| 2015               | Milán (Italia)              | Medalla de oro    | K2 1000 m        |
| 2015               | Milán (Italia)              | Medalla de bronce | K2 200 m         |
| 2017               | Račice (República Checa)    | Medalla de plata  | K4 500 m         |
| 2018               | Montemor-o-Velho (Portugal) | Medalla de bronce | K2 500 m         |
| Campeonato Europeo |                             |                   |                  |
| Año                | Lugar                       | Medalla           | Competición      |
| 2014               | Brandeburgo (Alemania)      | Medalla de bronce | K2 1000 m        |
| 2016               | Moscú (Rusia)               | Medalla de plata  | K2 500 m         |
| 2016               | Moscú (Rusia)               | Medalla de bronce | K4 500 m         |
| 2018               | Belgrado (Serbia)           | Medalla de bronce | K2 500 m         |